# Kodak Disc

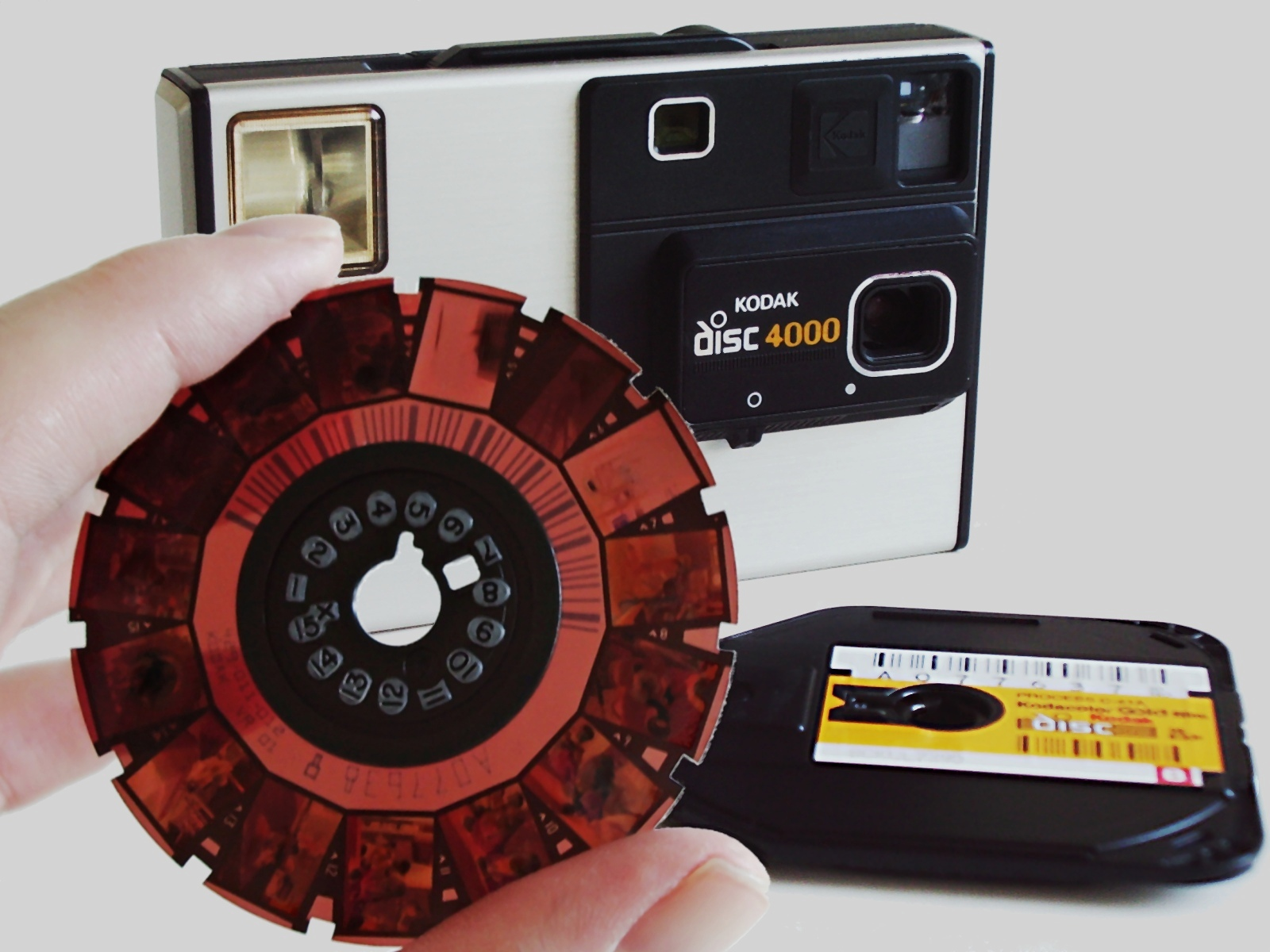
Una pellicola Kodak Disc

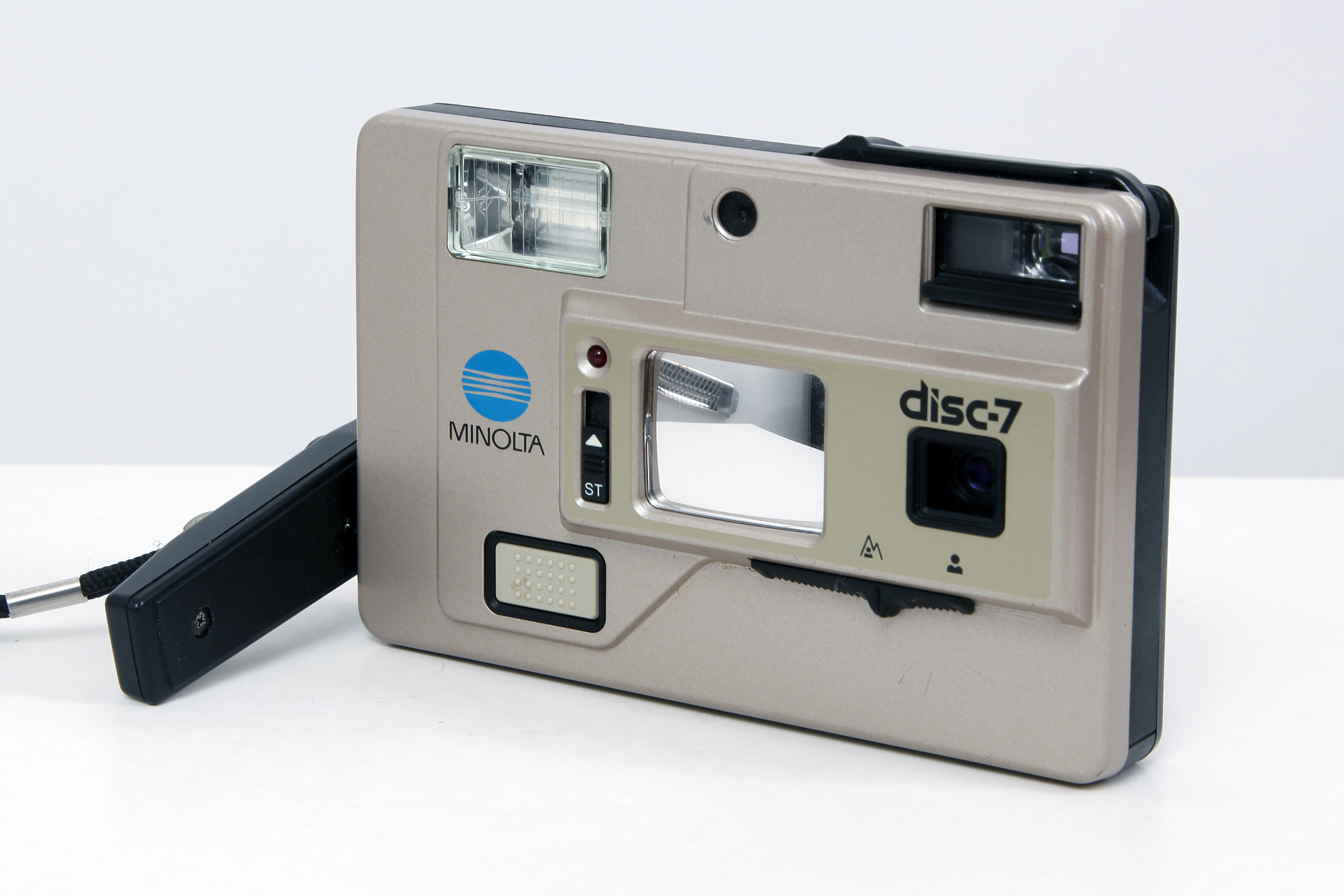
Minolta Disc-7

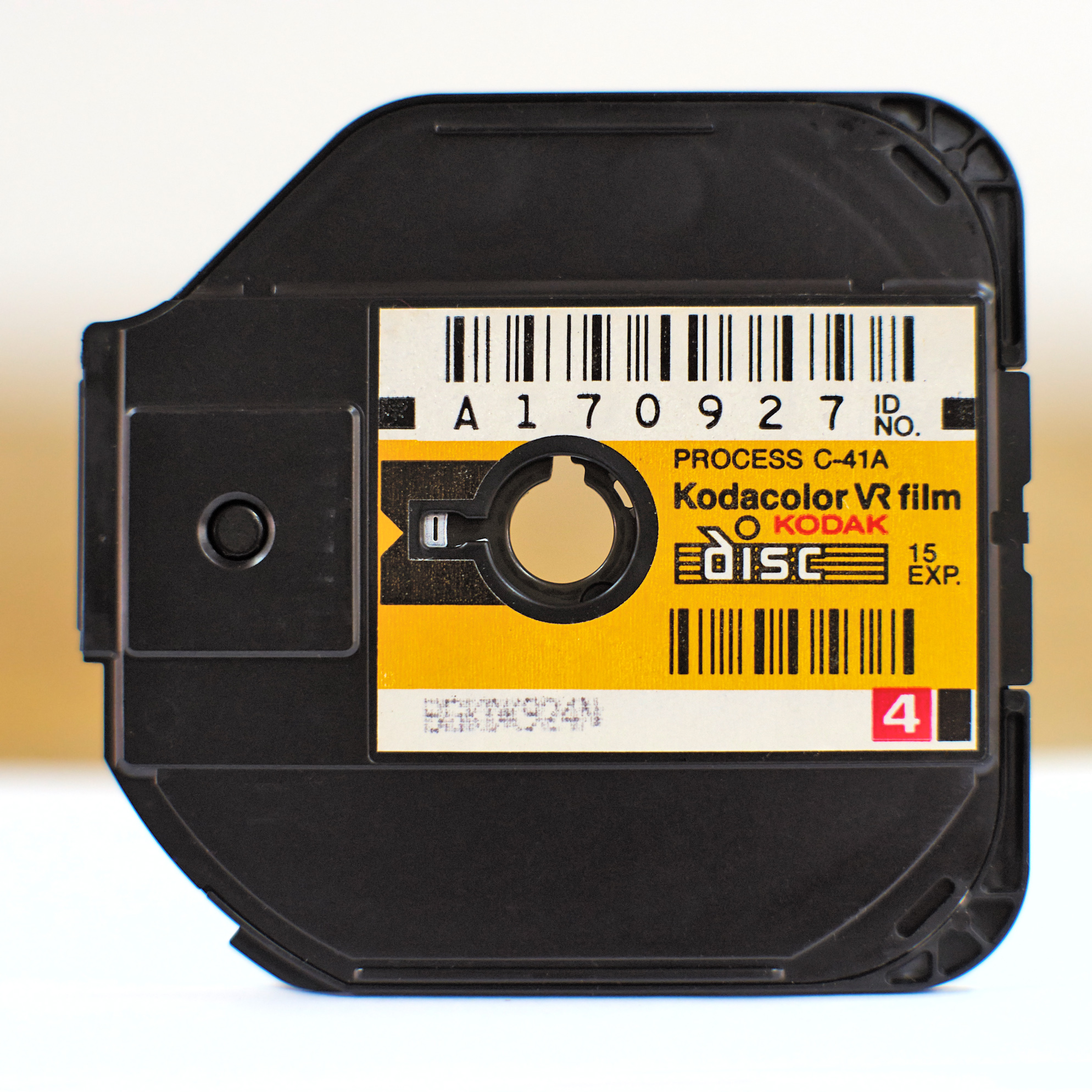
Una cartuccia Kodak Disc

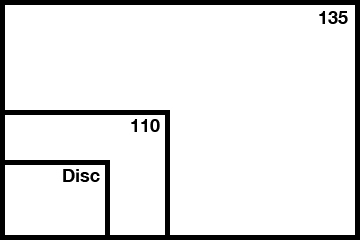
Confronto tra le dimensioni dei fotogrammi

Kodak Disc era un formato di pellicola, rivolto al mercato fotografico amatoriale. Fu introdotto dalla stessa Kodak nel 1982.

## Caratteristiche
Il film era sotto forma di un disco piatto ed era completamente alloggiato all'interno di un involucro di plastica rigida. Ogni disco conteneva quindici fotogrammi da 10 × 8 mm, disposti intorno all'esterno del disco, con una distanza di 24° tra ogni immagine. Ciò vuol dire che, una volta esposto il primo fotogramma utile, per passare al successivo la macchina fotografica ruotava il disco di 24°. Una volta esposto l'ultimo fotogramma disponibile, un meccanismo di blocco impediva ulteriori rotazioni del disco.
Il sistema era un prodotto orientato al consumatore e la maggior parte delle macchine fotografiche non avevano alcuna capacità di espansione. Le ridotte dimensioni del disco avevano reso possibile la creazione di apparecchi particolarmente compatti, notevolmente più sottili rispetto a quelle basate su altri sistemi di fotografia analogica. Le cartucce erano molto semplici da caricare e scaricare e generalmente i dispositivi erano completamente automatizzati. La cartuccia presentava una zona appositamente scoperta, al fine di consentire l'esposizione della prima posa utile. Essa era protetta da una linguetta scura a scorrimento, per evitare che infiltrazioni di luce raggiungessero il film quando il disco veniva rimosso.
Poiché la pellicola era a disco anziché avvolta su una bobina, la cassetta era molto sottile. La pellicola disco aveva una base in acetato molto spessa, uno spessore paragonabile a quello della pellicola da 4×5", che manteneva il film molto più piatto degli altri formati dell'epoca. La natura piatta del formato avrebbe portato al potenziale vantaggio di una maggiore nitidezza rispetto alle pellicole curve inserite in un caricatore a bobina (come il formato Minox, o le pellicole 110 e 126), anche se alcune "dolenti note" non resero giustizia a quella soluzione.
Il sistema Kodak Disc non ebbe un grande successo, principalmente perché l'immagine sul negativo misurava solo 10 × 8 mm, portando a grana elevata e generalmente inaccettabile, e complessivamente a scarsa definizione nelle stampe finali generate delle apparecchiature di imaging analogiche utilizzate all'epoca. Inoltre le immagini sui negativi dovevano essere ingrandite con speciali obiettivi a sei elementi di Kodak, ma molti laboratori stampavano i dischi con le ottiche da ingrandimento standard a tre lenti utilizzate per i formati negativi più grandi. Le stampe ottenute spesso hanno deluso il consumatore. Pochi laboratori si dotarono di stampatrici idonee a ottenere il meglio dalle piccole immagini negative di quel formato. Un altro problema con i laboratori dell'epoca era la necessità di un intervento manuale nel procedimento di sviluppo di quelle pellicole, a differenza delle pellicole a bobina, il cui processo poteva essere completamente automatizzato.
Come nel caso dei rullini APS, anche le pellicole disco sviluppate venivano restituite al cliente con tutta la cartuccia protettiva. 
Quello standard fu ufficialmente dismesso dall'ultimo produttore, Kodak, il 31 dicembre 1999, anche se le fotocamere che ne facevano uso erano scomparse dal mercato molto prima di allora.
C'erano diversi produttori di pellicole a disco. Kodak ne produsse per tutta la durata del formato, ma anche 3M, Konica e Fuji produssero pellicole negative conformi a quello standard. Mentre quelle prodotte dalla Kodak erano sempre marchiate e commercializzate dal produttore eponimo, 3M e Konica hanno realizzato dischi anche per molte terze parti, marchiati con il logo del rivenditore. Come per la maggior parte delle pellicole fotografiche, per tali prodotti white label il paese di produzione forniva la migliore indicazione sul produttore effettivo.
La macchina fotografica "Minolta Disc-7" del 1983 introdusse un precursore del selfie stick: quel modello di fotocamera presenta sul davanti uno specchio convesso per consentire la composizione degli autoritratti e nella sua confezione "kit" era incluso un bastone telescopico, asta per selfie ante litteram, su cui montare la fotocamera apposta per tale scopo. Era anche presente una fotografia che ne illustrava l'utilizzo.
Nel 2012, Hèrm Hofmeyer nei Paesi Bassi e Film Rescue International in Canada hanno sviluppato in collaborazione un metodo per produrre nuove pellicole di formato Kodak Disc e sono stati realizzati circa trenta dischi b&w e di colore freschi. Una descrizione dettagliata su come produrre tali dischi in casa è stata rilasciata nel 2020.